# Lasy Rożnowskie
Lasy Rożnowickie – kompleksy leśne położone wokół Rożnowa w województwie wielkopolskim, w których w latach okupacji niemieckiej (1939–1945), wymordowano w masowych egzekucjach ok. 12 000 Polaków z województwa poznańskiego oraz Bydgoszczy.
Wśród wymordowanych w Lasach Rożnowickich znajdowało się także 900–1000 pacjentów Zakładu Psychiatrycznego w Owińskach i księży katolickich. W 1943 Niemcy wobec niekorzystnej sytuacji na froncie wschodnim i porażek militarnych w wojnie z ZSRR, zaczęli w obawie przed odpowiedzialnością wykopywać zwłoki pomordowanych i palić je na stosach w celu zatarcia śladów. Spopielone prochy zagrzebano w 7 zbiorowych mogiłach.
Współcześnie na dojściu do miejsca zbrodni rozmieszczonych jest 14 głazów „drogi krzyżowej” a przed mogiłami kapliczka z ołtarzem i tablicą poświęconą kapłanom tego regionu zamordowanym w latach 1939–1945, oraz prochy pomordowanych w 16 innych miejscach w Wielkopolsce.